# The Passion 2016
The Passion 2016 was de zesde editie van The Passion, een Nederlands muzikaal-bijbels evenement dat jaarlijks op Witte Donderdag wordt gehouden. Het evenement werd in 2016 op 24 maart in Amersfoort gehouden, op een podium in de Eem langs het Eemplein. De editie werd uitgezonden door de EO en voor het eerst samen met de fusieomroep KRO-NCRV.

## Voorgeschiedenis
Voor het gastheerschap van The Passion in 2016 meldden zich diverse plaatsen aan. Behalve Amersfoort deed ook Den Helder een serieuze gooi om het evenement in huis te halen. Andere initiatieven in Utrecht, Haarlem, Maassluis en Tilburg sneuvelden. Op 2 september 2015 werd bekendgemaakt dat het spektakel naar Amersfoort zou gaan. Tevens werd onthuld dat tijdens de opvoering stilgestaan zou worden bij de herdenking van de vele Belgische vluchtelingen in Amersfoort gedurende de Eerste Wereldoorlog, dat jaar exact honderd jaar geleden. Ook werd in deze editie gerefereerd aan de aanslagen in Brussel enkele dagen eerder.
Het podium werd opgebouwd op het water van de Eem en werd 40 meter lang en 13 meter hoog.
In tegenstelling tot eerdere uitvoeringen werden er geen details genoemd over hoe Jezus aan het kruis wordt genageld en vervolgens sterft. In de voorgaande uitzendingen was het steeds de vertolker van Pontius Pilatus die deze details gaf.

## Locaties
Dit overzicht is mogelijk incompleet; u kunt helpen door het uit te breiden.
- Eemplein,  — Locatie hoofdpodium, tevens finale
- Sk8tepark Vathorst — Bergrede
- Zuidsingel – Aankomst Jezus
- Belgenmonument — Start van de processie[7]
- Monnikendam — Duet Jezus & Petrus
- Langegracht — Laatste avondmaal
- Wagenwerkplaats Amersfoort — Judas worstelt met het kwaad
- Bosbad — Tuin van Getsemane
- o.a. Dam, Station Rotterdam Centraal, Meander Medisch Centrum — Finale

## Rollen
| Rol                | Naam                  |
| ------------------ | --------------------- |
| Jezus              | Martijn Fischer       |
| Maria              | Ellen ten Damme       |
| Petrus             | Mark van Eeuwen       |
| Verteller          | Lenette van Dongen    |
| Verslaggeefster    | Sofie van den Enk     |
| Judas              | Xander de Buisonjé    |
| Pilatus            | Howard Komproe        |
| Barabbas           | Koos van Plateringen  |
| Discipel           | Joram Kaat            |
| Discipel           | Wouter van der Goes   |
| Discipel           | Jan-Willem Roodbeen   |
| Discipel           | Gerald Troost         |
| Discipel           | Omri Tindal           |
| Discipel           | Ridder van Kooten     |
| Discipel           | Arie Slob             |
| Discipel           | Bert Konterman        |
| Discipel           | Reinier van den Berg  |
| Discipel           | Joris Vuurens         |
| Agent              | Dilan Yurdakul        |
| Agent              | Kees van der Spek     |
| Bakker             | Robèrt van Beckhoven  |
| Bakkersvrouw       | Janny van der Heijden |
| Toeschouwer        | Danny Smoorenburg     |
| Journalist         | Ingrid Jansen         |
| Goede misdadiger   | Dave Mantel           |
| Slechte misdadiger | Robin Zijlstra        |

## Muzieknummers
| Titel                          | Oorspronkelijke artiest | Gezongen door                         |
| ------------------------------ | ----------------------- | ------------------------------------- |
| Heel andere wereld             | De Dijk                 | Martijn Fischer                       |
| Dat komt door jou              | Guus Meeuwis            | Ellen ten Damme                       |
| De dag zal komen               | Stef Bos                | Mark van Eeuwen en Martijn Fischer    |
| Geef mij een naam              | 3JS en Elske DeWall     | Martijn Fischer                       |
| Altijd heb ik je lief          | Clouseau                | Ellen ten Damme                       |
| Ik ben niet van jou            | Glennis Grace           | Xander de Buisonjé                    |
| Open                           | The Scene               | Martijn Fischer                       |
| Hou vol hou vast               | BLØF                    | Ellen ten Damme                       |
| Aan het einde van de lijn      | Marco Borsato           | Martijn Fischer en Xander de Buisonjé |
| Zwart wit                      | Frank Boeijen Groep     | Howard Komproe en Martijn Fischer     |
| De wereld beweegt              | Wende Snijders          | Lenette van Dongen                    |
| Als rennen geen zin meer heeft | Marco Borsato           | Ellen ten Damme en Martijn Fischer    |
| Open einde                     | Rob de Nijs             | Ellen ten Damme                       |
| Als rennen geen zin meer heeft | Marco Borsato           | Martijn Fischer en cast               |